# Vrij Technisch Instituut Poperinge

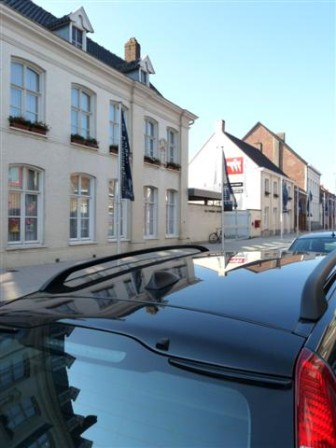
VTI Poperinge (opendeurdag, 31 mei 2009)

Het VTI Poperinge is een secundaire school in Poperinge in de Belgische provincie West-Vlaanderen, met technisch en beroepssecundair onderwijs.

## Geschiedenis
In het interbellum was in Poperinge al een vrije beroepsschool, vakschool of lagere nijverheidsschool geweest, beheerd door de plaatselijke pastoor. Deze kleine school, met twee tot vier klassen bood middels avondonderwijs van oktober tot april zowel algemene vakken als meer technische leerstof zoals vaktekenen bouwkunde of houtbewerking aan.
Het Vrij Technisch Instituut werd ingehuldigd op 1 september 1961 en telde in zijn eerste schooljaar 72 leerlingen. In de jaren voordien was er in de stad enkel de optie algemeen secundair onderwijs te volgen aan het plaatselijke Sint-Stanislas-college, of per fiets of trein de verplaatsing naar het technisch secundair onderwijs van Ieper te maken. Het VTI Ieper had met 1.000 leerlingen en een tekort aan klassen en ateliers een capaciteitsprobleem, en uit de leerlingenanalyse bleek dat een grote groep leerlingen uit de hoppestad of de omgeving kwam. Dit was voor de Brugse bisschop, monseigneur De Smedt, voldoende reden om E.H. De Wulf, die de "vakschool" van Ieper had uitgebouwd, in mei 1960 de opdracht te geven een technische school in Poperinge op te starten.
Als locatie werd het klooster en de schoollokalen van de Zusters Paulienen aan de Vleterbeek gerecupereerd. De zusters "Paulienen" kregen hun benaming doordat de religieuze gemeenschap die zich reeds in 1805 hier vestigde, de heilige Vincentius a Paulo als beschermheilige koos. Op de locatie hadden de zusters meer dan een eeuw basisonderwijs ingericht. De kloosterorde was in de zomer van 1961 naar Moorslede verhuisd op vraag van de bisschop om zo plaats te maken voor het VTI.